# Ligne 9 du tramway de Berne
 (novembre 2021).
Si vous disposez d'ouvrages ou d'articles de référence ou si vous connaissez des sites web de qualité traitant du thème abordé ici, merci de compléter l'article en donnant les références utiles à sa vérifiabilité et en les liant à la section « Notes et références ».
La ligne 9 du tramway de Berne est l'une des 5 lignes de la capitale suisse. Cette ligne traverse la ville entre Wankdorf Bahnhof dans le quartier Breitfeld au nord et la ville de Köniz au sud de l'agglomération.

## Chronologie
- 1er octobre 1890 : Ouverture de la partie Bern Bahnhof - Zytglogge dans le cadre de l'ouverture de la ligne I Bremgarten - Bärengraben.
- 1894 : Ouverture de la partie Bern Bahnhof - Weissenbühl - Wabern dans le cadre de l'ouverture de la ligne II Länggasse - Wabern.
- 1911 : Prolongement de la ligne B (anciennement II) qui va jusqu'à Papiermühlestrasse (aujourd'hui Guisantplatz). La nouvelle ligne D (anciennement VI) va de Länggasse à Wabern.
- 1912 : La ligne D est déviée par le quartier Monbijou. Elle prend la numérotation 7/8. La ligne B est renommée 3/4.
- 1er septembre 1947 : La ligne 3/4 devient la ligne 3 et est limitée à Bern Bahnhof. La partie vers Breitfeld est repris par la nouvelle ligne 9 (fusion des anciennes lignes 3/4 et 7/8).
- décembre 2012 : Extension de la ligne de Guisanplatz à Wankdorf Bahnhof.

## Liste des stations
|  |   |  | Station          | Lat/Long                    | Commune | Correspondances                                                                                   |
|  | - |  | ---------------- | --------------------------- | ------- | ------------------------------------------------------------------------------------------------- |
|  | O |  | Wankdorf Bahnhof | 46° 58′ 00″ N, 7° 27′ 53″ E | Berne   | 20, 28, 36, Gare de Berne Wankdorf                                                                |
|  | o |  | Wankdorfplatz    | 46° 57′ 51″ N, 7° 28′ 04″ E | Berne   | 40                                                                                                |
|  | o |  | Wankdorf Center  | 46° 57′ 43″ N, 7° 27′ 57″ E | Berne   | 40                                                                                                |
|  | o |  | Guisanplatz Expo | 46° 57′ 33″ N, 7° 27′ 53″ E | Berne   | 40                                                                                                |
|  | o |  | Parkstrasse      | 46° 57′ 35″ N, 7° 27′ 32″ E | Berne   |                                                                                                   |
|  | o |  | Breitenrain      | 46° 57′ 31″ N, 7° 27′ 17″ E | Berne   | 26, 36, 41                                                                                        |
|  | o |  | Spitalacker      | 46° 57′ 24″ N, 7° 27′ 08″ E | Berne   |                                                                                                   |
|  | o |  | Viktoriaplatz    | 46° 57′ 18″ N, 7° 27′ 04″ E | Berne   | 10                                                                                                |
|  | o |  | Kursaal          | 46° 57′ 11″ N, 7° 26′ 59″ E | Berne   | 10                                                                                                |
|  | o |  | Zytglogge        | 46° 56′ 53″ N, 7° 26′ 51″ E | Berne   | 6, 7, 8, 10, 12, 19, 30                                                                           |
|  | o |  | Bärenplatz       | 46° 56′ 53″ N, 7° 26′ 35″ E | Berne   | 6, 7, 8, 12, 30                                                                                   |
|  | o |  | Bern Bahnhof     | 46° 56′ 51″ N, 7° 26′ 25″ E | Berne   | 3, 6, 7, 8, 10, 11, 12, 17, 19, 20, 21, 30, 100, 101, 102, 103, 104, 105, 106, 107, Gare de Berne |
|  | o |  | Hirschengraben   | 46° 56′ 48″ N, 7° 26′ 16″ E | Berne   | 3, 6, 7, 8, 10, 11, 17, 19, 30                                                                    |
|  | o |  | Monbijou         | 46° 56′ 36″ N, 7° 26′ 09″ E | Berne   | 10, 19                                                                                            |
|  | o |  | Sulgenau         | 46° 56′ 25″ N, 7° 26′ 09″ E | Berne   | 19, 28                                                                                            |
|  | o |  | Wander           | 46° 56′ 13″ N, 7° 26′ 11″ E | Berne   | 19                                                                                                |
|  | o |  | Schönegg         | 46° 56′ 02″ N, 7° 26′ 23″ E | Berne   |                                                                                                   |
|  | o |  | Sandrain         | 46° 55′ 54″ N, 7° 26′ 42″ E | Berne   |                                                                                                   |
|  | o |  | Gurtenbahn       | 46° 55′ 48″ N, 7° 26′ 54″ E | Köniz   | 29, Gare de Wabern bei Bern                                                                       |
|  | o |  | Eichholz         | 46° 55′ 43″ N, 7° 27′ 06″ E | Köniz   | 29                                                                                                |
|  | O |  | Wabern           | 46° 55′ 40″ N, 7° 27′ 10″ E | Köniz   | 340                                                                                               |

## Galerie d'images

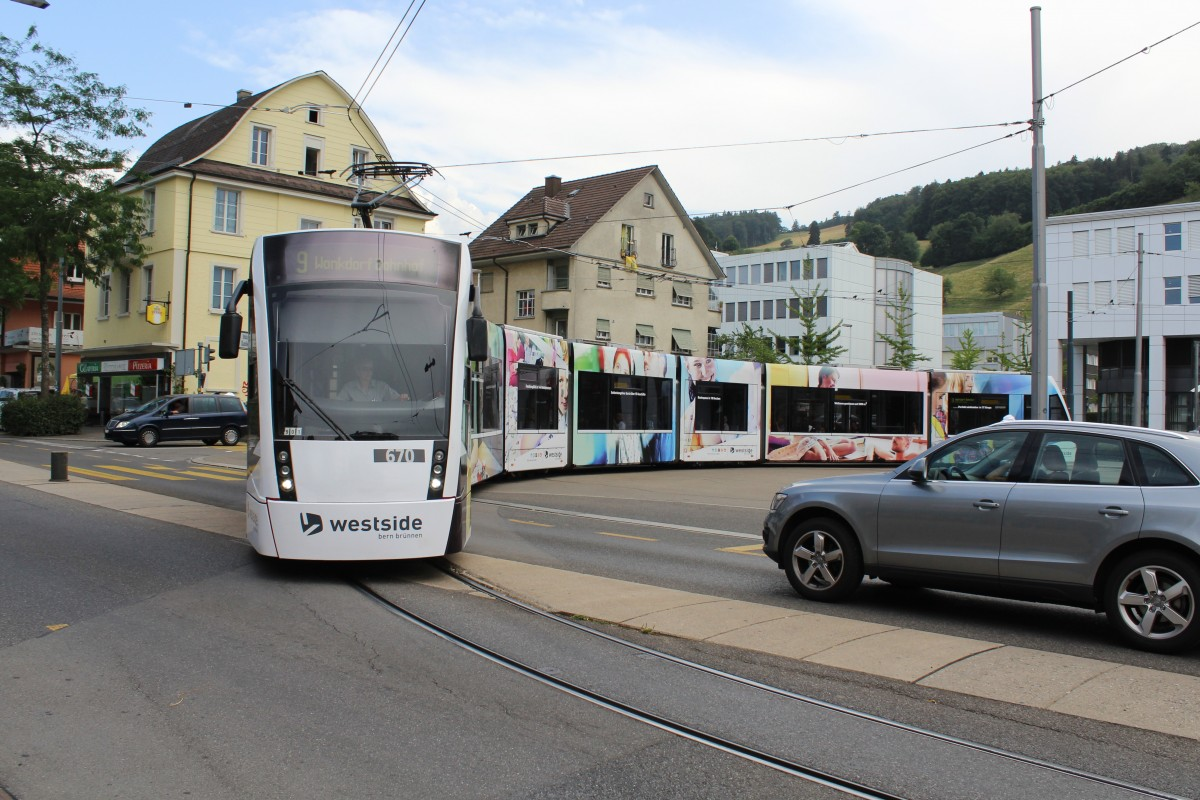
Rame 670 (Be 4/8) au terminus Wabern.
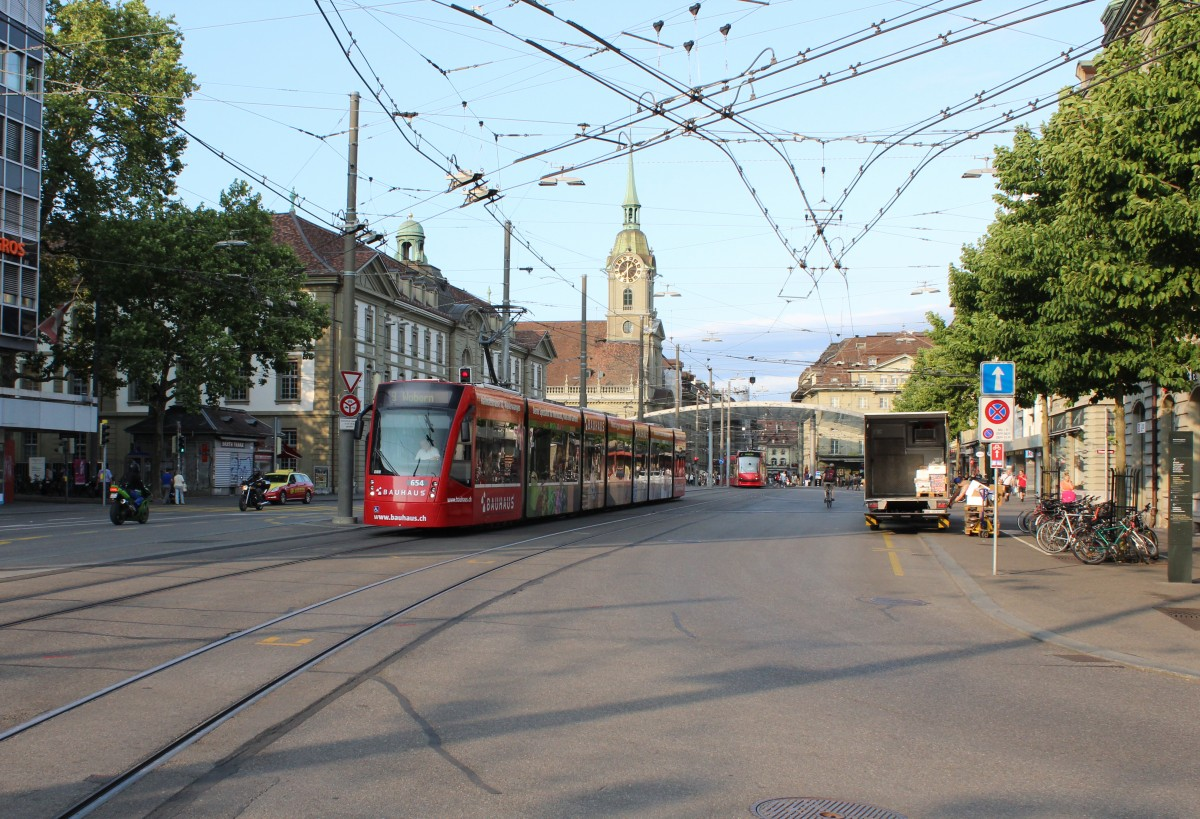
Rame 654 (Be 4/8) partant de Bern Bahnhof.
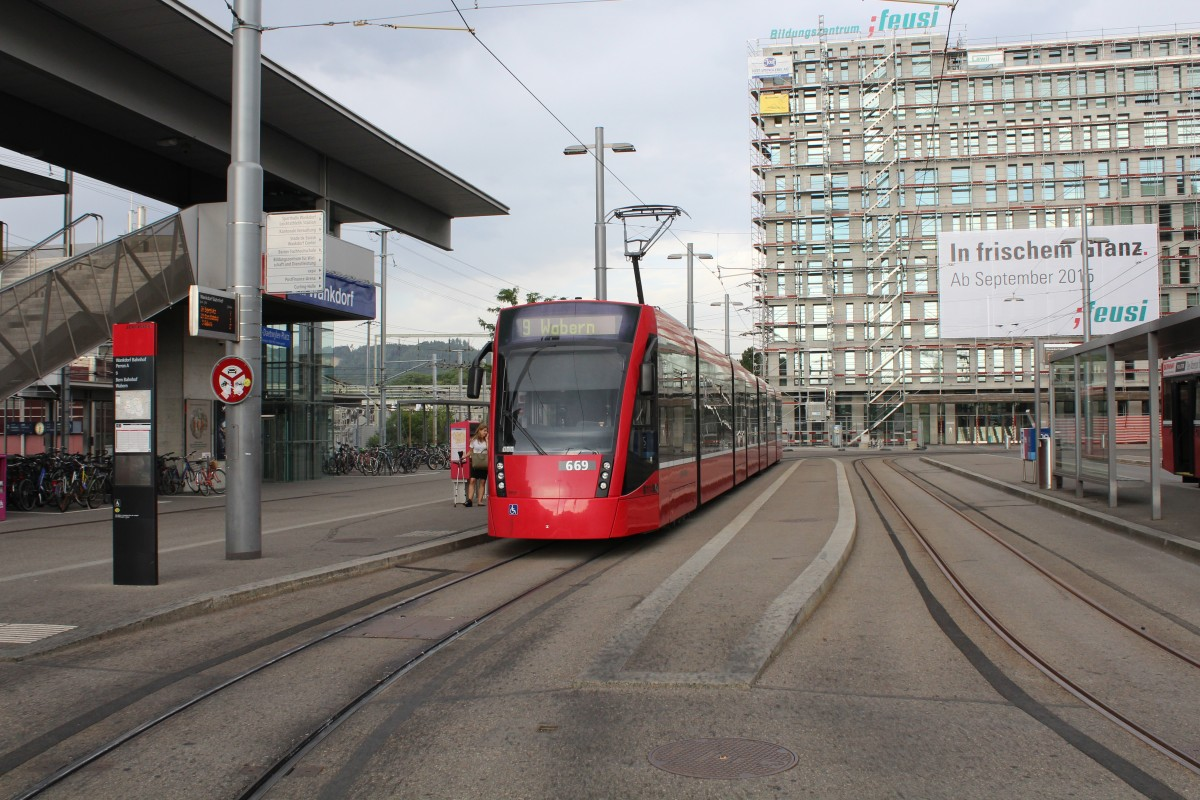
Rame 669 (Be 4/8) au terminus Wankdorf Bahnhof.